# Eurocon 1986
Eurocon 1986, acronim pentru Convenția europeană de science fiction din 1986, a avut loc la Zagreb în Iugoslavia, astăzi în  Croația.